# 岩倉豪
岩倉 豪（いわくら つよし）は、日本の総合格闘家。1970年6月11日産まれ。高知県出身。ハンドルネームはヨ～ガ柔術。EAST END-TV 所属。使用スタイルはブラジリアン柔術、空手。また、3HOのクンダリニー・ヨーガ＝火の呼吸を鍛錬。webサイトEAST ENDでコンテンツ運営/EASTEND-TVプロデューサー。政治ジャーナリストでもある。

## 来歴
愛知県刈谷市刈谷東中学校に入学と同時に柔道部に入部。近隣の大府西中学校の同学年には吉田秀彦がおり、練習試合で組んだ経験があった。吉田には一本背負いで「道場の壁までぶん投げ」られる。
20歳を超えてから緑ボクシングジムに入門。当時、ジムには飯田覚士が在籍していた。
22歳時、強さを探求する過程で、合気道の塩田剛三のセミナーに参加。本気で殴りかかった勢いを利用されて飛ばされる。そのまま受け身の取れない角度で落とされて左肩を外されることになる。後の柳龍拳との戦いで有名になったため、岩倉は古武術や合気道に批判的と思われがちだが、「古武術の本物と偽者は全然違う。塩田先生は本当に強かった」「あれは超能力でもやらせでもなく、人体の構造を理解した本当の技術だ」と語っており、塩田のことは全面的に認めている。
その後、空手道正道会館およびブラジリアン柔術（バルボーザ柔術）に入門。空手では新人戦で準優勝、柔術では青帯・紫帯でいくつかの大会で優勝。探偵ファイルに関わりを持ち、山木陽介やプロ格闘技選手の打撃コーチを務める。
2006年11月26日、36歳時、大東流合気道の達人こと柳龍拳と対戦し、他流試合や異種格闘技戦に関心を持つ者の注目を集める。この試合の動画はYouTubeで2006年11月27日 - 28日にMost Viewed (Today)の一位となり、世界最高の再生数を記録した。詳細は柳龍拳・他流試合の項参照。
2009年4月25日、『TRIBELATE vol.23 〜Hybrid Club Fight〜』にてプロ格闘技デビュー。ジョナサン・ゲーリーとの対戦で敗れる。
2012年5月20日、『ライジングオン九州』にて総合格闘技ルール無差別級の戦いにて体重差10キロ以上の相手をチョークスリーパーでタップアウトさせ勝利する。
2016年3月25日、『巌流島 (格闘技団体)STARTING OVER 公開検証3』に出場、巌流島ルールで螳螂拳・ 瀬戸信介に敗れる。
2021年6月14日、月間秘伝6月号に、塩田剛三に魅せられ、柳龍拳と対戦した格闘家の“合気探求”武芸帖氣空術で解析した「寝技に活かす合気の術理」5ページの記事を掲載

## プロ選手指導歴
- 2006年9月23日 HEAT 2【総合ルール】 TAISHO vs. Barbaro44戦のために同年8月より1か月間TAISHOに打撃指導[要出典]。
- 2009年2月1日 PANCRASE 2009 CHANGING TOUR ジャミール・マスー vs. 滝田J太郎戦の前の3か月間ジャミール・マスーに打撃指導。

## EASTEND-TV
2009年11月24日よりEAST ENDメンバーである岩倉豪をプロデューサーに始まったネット番組。webサイトEAST ENDを元に映像配信コンテンツに組み替え、沖縄・大阪・東京・九州などで行われるパブリックにあまり認知されない格闘技興行を中心に、独自の世界観で構築されたネット格闘技番組 Stickam JAPAN! YouTube などで配信展開されている。
EASTEND-TVがスペシャルバージョンとして、2010年4月11日に大阪高石市アプラホールで行われた関西を中心にオクタゴンで行われるRISINGON2 〜神風〜よりEASTEND-TVが株式会社バーサスの全面協力で、ラウンドガールやストラッサー起一などをゲストに交え、インターネット動画配信のオフィシャルサイトになり、5月8日よりYouTubeにて関西からの世界配信を目的に開始された。

## 政治活動
岩倉豪の発案で、探偵ファイル編集長（2006年12月当時）山木陽介の協力により、年間の被害総額が3 - 5兆円以上とされる健康保険証未加入者による健康保険証の不正使用、並びに医療機関による医療費の水増し請求、また、それらに関する厚生労働省と医師会の癒着について、民主党・河村たかし衆議院議員（2006年12月当時）に取材をし、この問題を解決するための医療改革法案を、国会に提出して貰うべく協力した。また岩倉豪の地元の、大村ひであき自由民主党衆議院議員にも協力を依頼。

## 戦績
| 総合格闘技 戦績 | 総合格闘技 戦績 | 総合格闘技 戦績 | 総合格闘技 戦績 | 総合格闘技 戦績 | 総合格闘技 戦績 | 総合格闘技 戦績 |
| --------------- | --------------- | --------------- | --------------- | --------------- | --------------- | --------------- |
| 5 試合          | (T)KO           | 一本            | 判定            | その他          | 引き分け        | 無効試合        |
| 3 勝            | 1               | 2               | 0               | 0               | 0               | 0               |
| 2 敗            | 2               | 1               | 0               | 0               | 0               | 0               |

| 勝敗 | 対戦相手             | 試合結果                   | 大会名                                 | 開催年月日     |
| ×    | 仲西琉一             | 1R TKO                     | TENKAICHI 75                           | 2015年3月1日   |
| ○    | KENGO                | 1R 2:41 アームロック       | GLADIATOR67「創道塾武士道Ⅱ」           | 2014年3月23日  |
| ○    | HIRO                 | 1R 2:04 チョークスリーパー | RISINGON九州                           | 2012年5月20日  |
| ×    | ジョナサン・ゲーリー | 1R 2:24 TKO                | TRIBELATE vol.23 〜Hybrid Club Fight〜 | 2009年4月25日  |
| ○    | 柳龍拳               | KO                         | 探偵ファイル企画                       | 2006年11月26日 |